# Duca di Cambridge
Il titolo di duca di Cambridge è un appellativo nobiliare derivato dall'omonima città inglese e di appannaggio della famiglia reale inglese, solitamente concesso ai membri della famiglia reale non primogeniti.

## Storia

### Formalmenteduca di Cambridge (1660)
Il titolo venne utilizzato per la prima volta per Carlo Stuart (1660-1661), figlio primogenito di Giacomo, duca di York (poi re col nome di Giacomo II), anche se egli non venne mai investito ufficialmente del titolo.
| Immagine | Nome                            | Nascita         | Consorte     | Inizio della detenzione del titolo | Morte         | Note                                                                        |
| -------- | ------------------------------- | --------------- | ------------ | ---------------------------------- | ------------- | --------------------------------------------------------------------------- |
|          | Carlo Stuart, duca di Cambridge | 22 ottobre 1660 | Morì celibe. | 1660                               | 5 maggio 1661 | Figlio primogenito di Giacomo, duca di Yorke della prima moglie, Anna Hyde. |

### Duca di Cambridge

#### Prima creazione (1664)
La prima creazione del titolo ufficialmente riconosciuta nella paria d'Inghilterra risale al 1664 quando Giacomo Stuart (1663–1667), secondo figlio maschio del duca di York, ottenne questo titolo. Giacomo, duca di Cambridge morì giovane e senza eredi e come tale il titolo si estinse. 
| Immagine | Nome                              | Nascita        | Consorte     | Inizio della detenzione del titolo | Morte          | Note                                                                     |
| -------- | --------------------------------- | -------------- | ------------ | ---------------------------------- | -------------- | ------------------------------------------------------------------------ |
|          | Giacomo Stuart, duca di Cambridge | 12 luglio 1663 | Morì celibe. | 1664                               | 20 giugno 1667 | Secondo figlio maschio del duca di York e della prima moglie, Anna Hyde. |

#### Seconda creazione (1667)
Nuovamente esso venne concesso a Edgardo Stuart (1667–1671), quarto figlio maschio del duca di York, ma anch'egli morì giovane e senza eredi.
| Immagine | Nome                              | Nascita           | Consorte     | Inizio della detenzione del titolo | Morte            | Note                                                                    |
| -------- | --------------------------------- | ----------------- | ------------ | ---------------------------------- | ---------------- | ----------------------------------------------------------------------- |
|          | Edgardo Stuart, duca di Cambridge | 14 settembre 1667 | Morì celibe. | 1667                               | 15 novembre 1669 | Quarto figlio maschio del duca di York e della prima moglie, Anna Hyde. |

### Formalmenteduca di Cambridge (1677)
Carlo Stuart (1677-1677), primo figlio maschio del duca di York con la seconda moglie, Maria Beatrice d'Este, venne anch'egli investito del titolo di duca di Cambridge ma visse circa un mese e come tale non venne mai formalmente investito.
| Immagine | Nome                            | Nascita         | Consorte     | Inizio della detenzione del titolo | Morte            | Note                                                                                |
| -------- | ------------------------------- | --------------- | ------------ | ---------------------------------- | ---------------- | ----------------------------------------------------------------------------------- |
|          | Carlo Stuart, duca di Cambridge | 7 novembre 1677 | Morì celibe. | 1677                               | 12 dicembre 1677 | Primo figlio maschio del duca di York con la seconda moglie, Maria Beatrice d'Este. |

### Duca di Cambridge

#### Terza creazione (1706)
Il ducato venne quindi assegnato a Giorgio Augusto di Hannover, figlio di Giorgio Luigi, principe ereditario di Hannover e duca di Brunswick-Lüneburg che salirà poi al trono inglese come Giorgio I di Gran Bretagna. 
Titoli sussidiari: duca di Cornovaglia e principe di Galles
| Immagine                                                                                   | Nome                        | Nascita          | Consorte                        | Inizio della detenzione del titolo | Morte           | Note                                        |
| ------------------------------------------------------------------------------------------ | --------------------------- | ---------------- | ------------------------------- | ---------------------------------- | --------------- | ------------------------------------------- |
|                                                                                            | Giorgio Augusto di Hannover | 10 novembre 1683 | Carolina di Brandeburgo-Ansbach | 9 novembre 1706                    | 25 ottobre 1760 | Unico figlio di Giorgio I di Gran Bretagna. |
| Giorgio, duca di Cambridge, ascese al trono inglese nel 1727; il titolo tornò alla Corona. |                             |                  |                                 |                                    |                 |                                             |

#### Quarta creazione (1801)
Il titolo venne concesso nuovamente (questa volta inserito nella Parìa del Regno Unito) al principe Adolfo, settimo figlio di Giorgio III. Alla morte del suo unico figlio senza eredi, il titolo si estinse.
| Immagine | Nome                | Nascita          | Consorte                | Inizio della detenzione del titolo | Morte         | Note |
| -------- | ------------------- | ---------------- | ----------------------- | ---------------------------------- | ------------- | --- |
|          | Adolfo di Hannover  | 24 febbraio 1774 | Augusta di Assia-Kassel | 17 novembre 1801                   | 8 luglio 1850 | Settimo figlio di re Giorgio III |
|          | Giorgio di Hannover | 26 marzo 1819    | Sarah Fairbrother       | 8 luglio 1850                      | 17 marzo 1904 | Unico figlio di Adolfo, duca di Cambridge. Il duca, sposò in contravvenzione al Royal Marriages Act 1772, Sarah Fairbrother, dalla quale aveva già avuto due figli illegittimi. Morì, dunque, senza discendenza legittima. |

### Marchese di Cambridge (1917)
Il primo nipote del duca (in linea femminile) Adolfo di Teck, che era fratello della regina Maria di Teck, moglie di Maria di Teck, ottenne il titolo di Marchese di Cambridge nel 1917 dopo che ebbe rinunciato ai suoi titoli in Germania. Dopo la morte del secondo marchese senza eredi, il marchesato si estinse.
Titoli sussidiari: Conte di Eltham e Visconte Northallerton 
| Immagine | Nome             | Nascita         | Consorte                                  | Inizio della detenzione del titolo | Morte           | Note |
| -------- | ---------------- | --------------- | ----------------------------------------- | ---------------------------------- | --------------- | --- |
|          | Adolfo Cambridge | 13 agosto 1868  | Margaret Grosvenor, marchesa di Cambridge | 14 luglio 1917                     | 23 ottobre 1927 | Fratello minore di Maria di Teck, consorte di Giorgio V del Regno Unito. Rinunciò ai suoi titoli tedeschi nel 1917 per diventare Marchese di Cambridge. |
|          | George Cambridge | 11 ottobre 1895 | Dorothy Hastings                          | 23 ottobre 1927                    | 16 aprile 1981  | Primo figlio maschio di Adolfo Cambridge. Morì senza discendenza maschile.                                                                              |

### Duca di Cambridge

#### Quinta creazione (2011)
Il 29 aprile 2011, giorno delle sue nozze, il principe William del Galles è stato creato Duca di Cambridge, Conte di Strathearn e Barone Carrickfergus.
| Immagine | Nome             | Nascita        | Consorte            | Inizio della detenzione del titolo | Morte   | Note                                             |
| --- | ---------------- | -------------- | ------------------- | ---------------------------------- | ------- | ------------------------------------------------ |
| | Principe William | 21 giugno 1982 | Catherine Middleton | 29 aprile 2011                     | Vivente | Figlio primogenito di Carlo III del Regno Unito. |
| Se William diventerà re, i suoi titoli, incluso il ducato, si fonderanno con la corona. Tuttavia, se muore prima di diventare re, i suoi figli potranno ereditare il ducato. |                  |                |                     |                                    |         |                                                  |

## Linea di successione
- S.A.R. William, duca di Cambridge, nato nel 1982
  - 1. S.A.R. George di Galles, nato nel 2013
  - 2. S.A.R. Louis di Galles, nato nel 2018